# فضل الحق قريشي
فضل الحق قريشي هو زعيم انفصالي كشميري، كان قياديًا كبيرًا في مؤتمر حريات جميع الأحزاب. وملازمًا لعبد المجيد دار.
في 2002 اختير من جانب حزب المجاهدين لإجراء مباحثات مع ممثلين للحكومة الهندية تقتصر على مناقشة المعايير والضوابط النهائية الخاصة بوقف إطلاق النار. وقال فضل الحق قريشي: «إن هناك إشارات إيجابية جدا ولا تستطيع الحكومة الهندية تجاهل محادثات السلام.».
في 4 ديسمبر 2009 نجا من محاولة اغتيال في مدينة سريناغار. وأدانت باكستان محاولة اغتياله.